# Isla Pasaje
La isla Pasaje (en inglés: Narrow Island) es una de las islas Malvinas. Se encuentra al norte de la isla Gran Malvina entre la isla Golding y isla del Medio, y al occidente de la isla del Este. Como su nombre en inglés lo indica, es delgada, y se extiende por varios kilómetros de este a oeste, mientras que su punto más ancho es de 457 metros.